# Koper-8-chinolaat
Koper-8-chinolaat is een koperzout van chinoline en heeft als brutoformule Cu(C9H6NO)2. De stof komt voor als een geel-groen kristallijn poeder, dat onoplosbaar is in water en de meeste organische oplosmiddelen.

## Toepassingen
Koper-8-chinolaat wordt gebruikt bij de aanmaak van antiseptica, deodorants en fungiciden. Handelsnamen van de stof zijn Bioquin, Cunilate, Dokirin, Fruitdo en Quinondo.

## Toxicologie en veiligheid
Koper-8-chinolaat ontleedt bij verbranding, met vorming van giftige en corrosieve dampen van onder andere stikstofoxiden.
Inademing van de aerosol kan astmatische reacties teweegbrengen.